# Partit Progressista Democràtic Kurd de Síria
Partit Progressista Democràtic Kurd de Síria (Partiya Demokrat a Pêşverû ya Kurd li Sûriyê / Hizb al-Dimuqrati al-Taqaddumi al-Kurdi fi Suriyah) és una organització política clandestina kurda de Síria. Es va fundar el 1976 com escissió del Partit Democràtic del Kurdistan-Síria (que s'havia refundat un any abans) sota direcció de Hamid Darwish, partidari d'una línia més progressista. El seu emblema era el sol amb el nom amb taronja; avui l'estil s'ha modernitzat.